# Jan Krzysztof Bielecki
Jan Krzysztof Bielecki (Bydgoszcz, Polonia, 3 de mayo de 1951) político polaco y economista liberal. Desde el 4 de enero de 1991, hasta el 5 de diciembre de 1991 fue primer ministro de Polonia.
En PRL fue en Solidaridad. Luego en 1990 fundó con Donald Tusk el Congreso Liberal Democrático (Kongres Liberal no Demokratyczny). Desde 1991 hasta 1993 fue el presidente del Congreso Liberal Democrático. En 2001 se acercó a Plataforma Cívica. Desde 2003 es el presidente del banco PKO SA.

## Condecoraciones
- Noviembre del 2010: Medalla honorífica Bene Merito, otorgada por el ministro de Relaciones Exteriores de Polonia.[1]